# Panika (roman)
Panika je družbeni roman, ki ga je napisala slovenska igralka, televizijska voditeljica, publicistka in mladinska pisateljica Desa Muck.  Roman pripoveduje o ženski, ki išče moškega svojih sanj. Naveličana je svojega zakonskega življenja, v katerem igra samo vlogo matere in žene. Zato se odloči, da zaživi kot samosvoj človek. Avtorica nam vsebino romana predstavi na humoren način tako, da junakinjo predstavi skozi samoironijo. Delo je izšlo leta 2003 pri založbi Mladinska knjiga. Sledilo so štirje ponatisi v letih 2004, 2005, 2006 in 2013. Leta 2012 je RTV SLO po romanu posnela celovečerni istoimenski film, režija Barbara Zemljič. Oktobra 2017 je roman izšel v Srbiji pri največji srbski založbi Laguna iz Beograda, prevod Jelena Budimirović, 2019 pa v Severni Makedoniji pri založbi ARS Lamina

## Vsebina
Medicinska sestra Vera je glavna junakinja, ki jo malo pred štiridesetim rojstnim dnem popade panika, da je zapravila svoje življenje. Mož jo dolgočasi, hči je ne posluša in njeno delo je postalo zgolj rutina, ki je več ne veseli. Povrh vsega pa ji vedeževalec pove, da bo v kratkem spoznala moškega svojih sanj. Junakinja začne verjeti, da jo lahko iz tega neznosnega stanja reši le ljubezen, zato se odloči, da bo zapustila svojo družino in zaživela po svoje. Vendar takrat se njeno življenje komaj zaplete.

## Zbirka
Roman Panika iz leta 2003 je izšel v zbirki Kapučino.

## Izdaje in prevodi
- Prva slovenska izdaja romana iz leta 2003 (COBISS)
- Druga slovenska izdaja romana iz leta 2004 (COBISS)
- Tretja slovenska izdaja romana iz leta 2005 (COBISS)
- Četrta slovenska izdaja romana iz leta 2006 (COBISS)
- Peta slovenska izdaja romana iz leta 2013
- Prva srbska izdaja romana iz leta 2017, založba Laguna, Beograd
- Prva izdaja v Severni Makedoniji, založba ARS Lamina Skopje, 2019